# JeQuan Lewis
JeQuan Lewis (Dickson, Tennessee, 4 de septiembre de 1994) es un baloncestista estadounidense que pertenece a la plantilla de los Rostock Seawolves de la Basketball Bundesliga alemana. Con 1,85 metros de estatura, juega en la posición de base.

## Trayectoria deportiva

### Universidad
Jugó cuatro temporadas con los Rams de la Universidad de Virginia Commonwealth, en las que promedió 10,2 puntos, 2,1 rebotes, 3,6 asistencias y 1,5 robos de balón por partido. En 2017 fue incluido en el mejor quinteto de la Atlantic 10 Conference.

### Profesional
Tras no ser elegido en el Draft de la NBA de 2017, fue invitado por los Milwaukee Bucks a participar en las Ligas de Verano de la NBA, en las que disputó cuatro partidos, promediando 2,0 puntos y 1,5 asistencias. En noviembre fue contratado por los Wisconsin Herd, filial de los Bucks en la NBA G League, como jugador afiliado.
En la temporada 2021-22, firma por el BC Kalev con el que disputa la Alexela Korvpalli Meistriliiga de Estonia y la VTB League.
En la temporada 2022-23, firma por el Rostock Seawolves de la Basketball Bundesliga de Alemania.
El 20 de junio de 2023 fichó por el JL Bourg de la LNB Pro A francesa.
El 30 de octubre de 2024 fichó por los Qingdao Eagles de la CBA china. El 7 de diciembre fue reemplazado por Kendall Smith.
El 25 de diciembre de 2024 fichó por el Rostock Seawolves de la Basketball Bundesliga alemana.